# Den Fynske Bladfond
Den Fynske Bladfond er en selvejende erhvervsdrivende fond. Fonden blev i 1970 sitftet af Fru Lily Dreyer og har siden ejet 100% af aktierne i Fyens Stiftstidende A/S.
Fondens formål er at støtte den frie presse i almindelighed og Fyens Stiftstidende i særdeleshed. Fondens bestyrelse vælger årligt bestyrelsen for Fyens Stiftstidende A/S. Udover støtte til pressen uddeler fonden også legater, primært til efterkommere af Fru Lily Dreyer og journaliststuderende.
Fondens formand er Professor Tage Koed Madsen.